# 鈴木茂 (ギタリスト)
鈴木 茂（すずき しげる、1951年12月20日 - ）は、日本のギタリスト・作曲家・編曲家。
はっぴいえんど、ティン・パン・アレーなどのメンバーとしてギターを担当した。

## 略歴
東京都世田谷区奥沢の自動車修理工場で育つ。中学生でギターを始め、中学時代に最初のバンド「CIA」を結成する。「奥沢にギターの上手い奴が居る」と聞いた立正高校に通っていた兄の同級生の柳田ヒロから誘われて、柳田ヒロの兄、柳田優が主催していた立教大学の音楽イベント「PEEP」のオーディションに参加し、そこで細野晴臣や林立夫、小原礼らと知り合う。1968年、林立夫、小原礼らとともにスカイを結成。1969年に細野晴臣に誘われはっぴいえんどに加入しギターを担当、「花いちもんめ」などの楽曲ではボーカルを務め、バンドの解散後に細野らとキャラメル・ママを結成、ティン・パン・アレーへと発展させる。はっぴいえんど解散後から大麻を始め、2009年逮捕されるまで断続的に大麻使用を続けたと自伝で述べている。
1975年にはアメリカのミュージシャンを起用しロサンゼルスで録音した初めてのソロアルバム『BAND WAGON』を発表。帰国後、ハックルバックを結成し「ベイ・エリア・コンサート」やライブハウス、学園祭に出演。『ほうろう』を発表したばかりの小坂忠のバックをティン・パン・アレーのメンバーとして務め全国ツアーも行った。
1992年には尾崎亜美、小原礼らとともに桃姫BANDを結成。阪神・淡路大震災の復興チャリティユニットとして声優の神谷明の呼びかけで結成されたWITH YOUに、尾崎・小原らとともに協力ミュージシャンとして参加。1997年に発売されたチャリティCDにも参加している。2000年には細野・林とティン・パンを結成する。
その後、アレンジャーやセッションミュージシャンとして活動。2006年3月時点で、アルバム参加枚数517枚、シングル参加枚数71枚、合計588枚という莫大な数のレコーディングに参加。アレンジ曲数は同じく2006年3月の時点で635曲。
2009年2月17日、大麻取締法違反（所持）の現行犯で東京湾岸警察署に逮捕。同年3月17日に、懲役6か月、執行猶予3年の有罪判決を受ける。
2011年、バンド・きなこむちの『Battle Of My Favorite Things〜世紀のおもちゃ大戦争〜』（2011年4月6日発売）の帯に推薦文を提供する。
2012年、執行猶予満了。
2014年1月27日、株式会社アトス・インターナショナルからギター教則DVD『鈴木茂　ギター・プレイ・オブ・バンドワゴン』が発売される。
2018年12月31日、第69回NHK紅白歌合戦に松任谷由実のバックバンドで出演する。
2019年、俳優の佐野史郎のレコーディングに小原礼の呼び掛けにより林と参加。要請され参加した松任谷正隆も加えて高校生時代に組んでいたSKYEを再結成、「佐野史郎 meets SKYE with 松任谷正隆」として「禁断の果実」、2021年10月アルバム「SKYE」発表した。

## ディスコグラフィ

### シングル
- 八月の匂い/スノー・エキスプレス（1975年）
- レイニー・ステイション/ジュリエット（1978年）
- イメージ・チェンジ/スウィート・インスピレーション（1979年9月）
- ギャラクシー・ガール/HEY! WOMAN（1979年）
- SEI DO YA（星導夜）/MEI SO AI ZO（迷走愛憎）（1985年10月）※12インチ・シングル
- BEING'70s/Holly Land（聖地）（1986年6月4日）※12インチ・シングル
- 砂の女/微熱少年（2017年4月5日）
- LADY PINK PANTHER/8分音符の詩（2017年4月5日）

### アルバム
- BAND WAGON（1975年3月25日）
- 幻のハックルバック（1976年）※鈴木茂とハックルバック
- LAGOON（1976年12月5日）
- Caution!（1978年1月25日）
- TELESCOPE（1978年11月25日）
- WHITE HEAT（1979年2月25日）[5]
- COSMOS'51（1979年9月5日）
- SEI DO YA（1985年）
- クジラの海〜Living Whales（1998年）

### オムニバス・アルバム
- PACIFIC（1978年6月21日）  –  細野晴臣・鈴木茂・山下達郎
- NEW YORK（1978年11月21日）  –   秋山一将・大村憲司・鈴木茂・竹田和夫・松木恒秀・松原正樹・水谷公生・矢島賢
- 冬・の・贈・り・物 ジェントルスノー（1992年11月21日）- 鶴来正基・彩恵津子・鈴木茂
- 心・の・休・日 ジェントルウォーター（1993年5月21日）- 難波正司・彩恵津子・鈴木茂

### BOXセット
- 鈴木茂ヒストリー・ボックス〜クラウン・イヤーズ1974-1979 ⁄ 鈴木茂 – PANAM ⁄ CROWN 6CD:CRCP-50060/5（2008年7月2日）
  - 鈴木がクラウン在籍時に発表した音源を網羅したボックス・セット。最新デジタルリマスターされたオリジナル・アルバム5枚に、未発表音源多数を含むボーナス・ディスク1枚を加えたCD6枚組。<Live & Rare Tracks>にハックルバックによるライブ音源13曲を収録。はっぴいえんどやティン・パン・アレイの同僚だった細野晴臣のクラウンレコード在籍時に発表した音源を網羅したボックス・セット『Harry Hosono Crown Years 1974-1977』に「北京ダック」のシングルバージョンが追加収録されたのに対し、この鈴木のボックス・セットには「レイニー・ステイション」のシングルバージョンは追加収録されていない。

### 教則DVD
- 『鈴木茂　ギター・プレイ・オブ・バンドワゴン』（2014年）

## 書籍
- 鈴木茂『自伝　鈴木茂のワインディング・ロード』リットーミュージック、2016年。ISBN 978-4-8456-2793-6。

## 主な演奏参加作品

### あ行
- 荒井由実「ひこうき雲」 (1973年), 「MISSLIM」(1974年), 「COBALT HOUR」(1976年), 「14番目の月」(1976年), 「ユーミンコレクション」(ベストアルバム、1976年), 「あの日にかえりたい」(シングル、1976年)
- IX・IX「IX・IX No」 (1989年)
- 相沢友子「胸の音」 (1994年)
- 青木智仁「DOUBLE FACE」 (1989年)
- あがた森魚「乙女の儚夢(ろまん)」(1972年), 「噫無情 (ああむぢゃう)‐レ・ミゼラブル‐」(1974年), 「僕は天使ぢゃないよ」 (1975年)
- アキハバラエレクトリックサーカス「AIR－CON」 (1989年)
- アグネス・チャン「アグネスの小さな日記」 (1974年), 「あなたとわたしのコンサート」 (1974年), 「はじめまして青春」 (1975年)
- 安部恭弘「Slit」 (1984年), 「Frame of Mind」 (1985年)
- AMAZONS「屋根のないレストラン」 (1993年)
- 彩裕季「ガールフレンド」 (1993年), 「Heart strings」(1993年)
- Ann「愛は腕の中」 (シングル、1995年)
- 杏里「Feelin'」 (1979年), 「哀しみの孔雀」 (1980年), 「Bi・Ki・Ni」 (1983年), 「MYSTIQUE」 (1986年)
- アン・ルイス「アイム・ア・ロンリー・レディ」 (シングル、1979年), 「PINK PUSSY CAT」 (1979年), 「CHEEK」(1986年)
- 五十嵐浩晃「愛は風まかせ」 (1980年), 「ナチュラル・ロード」 (1980年), 「SAILING DREAM－想い出のサマー・ソング」 (1981年), 「WING」 (1982年), 「そよ風の頃」 (1983年), 「DISTANCE」 (1988年), 「DESTINATION」 (1989年), 「Summer Twilight (シングル)」 (1988年), 「再会 (シングル)」 (1989年), 「キプロスの砂 (シングル)」 (1989年)
- 五十嵐麻利江「海を感じる時」 (1979年)
- 池田典代「Dream in the street」 (1979年)
- 石川秀美「妖精(フェアリー)」 (1982年), 「ハプニング」 (1985年)
- 石川優子「シンデレラ・サマー」(1981年), 「Spicy」 (1981年), 「FULL SAIL」 (1982年), 「月曜日のシャンプー」 (1989年), 「真夜中のラブコール」 (シングル、1981年)
- 石川よしひろ「青空を待ちながら」 (1992年), 「LOVE」 (1993年), 「Peace」 (1994年)
- いしだあゆみ「アワー・コネクション」 (1977年)
- 石野真子「微笑」 (1978年), 「MAKO II」 (1978年)
- 石橋和子「NICE TO MEET YOU」 (1981年), 「ノラが扉(ドア)をあけるとき」 (1982年)
- 泉谷しげる「'80のバラッド」 (1978年)
- 伊勢正三「ORANGE」(1985年)
- 市川実和子「ポップスター (シングル)」 (1998年), 「PIN UP GIRL」 (1999年)
- 市原ひかり「一番の幸せ」 (2005年)
- 一路真輝「月の詠唱(Aria)」 (シングル、1999年)
- 五輪真弓「Mayumity - うつろな愛」 (1975年)
- いとうせいこう & Tinnie Punx 「建設的」(1986年)
- 伊藤敏博「景子へ」 (1983年)
- 伊東ゆかり「Yukariあなたの隣に」(1978年), 「あなたしか見えない」(1979年), 「素描(Sketch)」 (1980年)
- 稲垣潤一「Personally」 (1984年)
- 稲葉喜美子「愛(やさ)しき人へ」(1982年)
- INO hidefumi「NEW MORNING」(2013年)
- 井上鑑「PROPHETICDREAM」 (1982年)
- 井上陽水「招待状のないショー」(1976年), 「EVERYNIGHT」(1980年), 「あやしい夜をまって」(1981年), 「永遠のシュール」(1994年), 「クレイジーラブ (シングル)」 (1999年)
- 今井麻起子「CIAO!」 (1988年)
- 今井美樹「retour」 (1990年)
- 今井裕「A COOL EVENING」 (1977年)
- 今井優子「Do away」 (1990年)
- イルカ「Follow Me」 (1981年), 「JULIA」 (1982年), 「ノエルの不思議な冒険」 (1983年), 「LOOP CHILD」 (1983年), 「ESSAY」 (1986年), 「私の動物アルバム」 (1987年), 「けせらんぱさらん」 (1989年), 「羅針盤の上」 (1998年), 「枯葉のシーズン (シングル)」 (1981年), 「迎えに行く朝 (シングル)」 (1989年), 「花一輪 (シングル)」 (1998年)
- 岩男潤子「Entrance」 (1996年)
- 岩崎宏美「Love Letter」 (1982年), 「私・的・空・間」 (1983年)
- 岩崎良美「Weather Report」 (1981年) 「心のアトリエ」 (1981年), 「ごめんねDarling」 (1981年), 「化粧なんて似合わない」 (1982年)
- 岩瀬敬吾「Porky Pie」(2002年)
- 岩渕まこと「スーパー・ムーン」 (1977年), 「風が吹いたら (シングル)」 (1978年)
- Wink「Voce」 (1994年), 「アマリリス (シングル)」 (1988年)
- 上田正樹「AFTER MIDNIGHT」 (1983年),  「HUSKY」 (1983年)
- 宇佐元恭一「Piano Forte」 (1983年), 「KYOICHI」 (1984年), 「ブルーの香り (シングル)」 (1985年)
- 内田有紀「愛のバカ」 (1996年)
- 宇都美慶子「La Sympathie」 (1990年), 「L'Arc－en－Ciel」 (1991年), 「fémale」(1991年)
- 江口洋介「WORLD WITHOUT LOVE」 (1998年), 「フェアリィ・テイル」 (シングル、1998年)
- N.S.P「彩雲」(1980年)
- 遠藤京子「OPERETTE」 (1981年)
- 遠藤賢司「NIYAGO」 (1970年), 「満足できるかな」 (1971年), 「嘆きのウクレレ」(1972年), 「歓喜(よろこび)の歌」 (1973年), 「もしも君がそばにいたら何んにもいらない」 (1998年)
- 大久保一久「IN MY LIFE」 (1979年), 「Loving You」 (1982年)
- 大空はるみ「はるみのムーンライトセレナーデ」 (1982年)
- 太田貴子「GRADATION」 (1984年), 「POP STATION」 (1987年)
- 太田裕美「背中あわせのランデブー」 (1977年), 「さらばシベリア鉄道(シングル)」(1980年)、「太田裕美2000ベスト」 (2000年)
- 大滝詠一「大瀧詠一」(1972年), 「NIAGARA MOON」(1975年), 「NIAGARA TRIANGLE Vol.1」 (1976年), 「NIAGARA CM Special Vol. 1」 (1977年), 「A LONG VACATION」 (1981年),  「NIAGARA TRIANGLE Vol.2」 (1982年), 「EACH TIME」 (1984年), 「B－EACH TIME LONG」 (1985年), 「Complete EACH TIME」 (1986年), 「NIAGARA SONGBOOK」 (1982年), 「NIAGARA SONG BOOK 2」 (1984年), 「Eiichi Ohtaki Songbook 1」 (1991年), 「Eiichi Ohtaki Songbook 2」 (1995年), 「SNOW TIME「NIAGARA」 (1996年), 「幸せな結末 (シングル)」 (1997年)
- 大滝裕子「ミリオン・キス」 (1980年)
- 大竹しのぶ「天国への階段」 (1994年)
- 大貫妙子『Grey Skies』(1976年), 『MIGNONNE』(1978年), 『Aventure』 (1981年)
- 大橋恵里子「夢で逢えたら (シングル)」 (1982年)
- 大橋純子「ペイパー・ムーン」(1976年)
- 大本友子「映画のようにはいかないの」 (1995年)
- 岡林信康『岡林信康アルバム第二集 見るまえに跳べ』(1970年), 「岡林信康コンサート」 (1971年)
- 岡本一生「Moonlight Singing」 (1978年)
- 奥井亜紀「ヴォイス・オブ・ハレルヤ」 (1995年)
- 尾崎亜美「SHADY」(1976年),  「MIND DROPS」 (1977年), 「STOP MOTION」 (1978年), 「PRISMY」 (1978年), 「LITTLE FANTASY」 (1979年), 「MERIDIAN-MELON」 (1980年), 「Shot」 (1982年), 「MIRACLE」 (1983年), 「Plastic Garden」 (1984年), 「10番目のミュー」 (1985年), 「Kids」 (1986年), 「アミフォニック」 (2001年), 「キラメキFeeling (シングル)」 (1979年)
- 小田育宏「talk to you」 (1992年)
- 小田裕一郎「LIFE ODA－3」 (1986年)
- 小田陽子「Half－Swing Romance」 (1988年)
- オバタミナコ「WE HAVE A DREAM」 (1995年)
- 小原礼「PICARESQUE」 (1988年)
- オリジナル・ラブ『RAINBOW RACE』 (1995年)

### か行
- 加川良「教訓」 (1971年), 「アウト・オブ・マインド」 (1974年)
- 笠井紀美子「アンブレラ」 (1972年)
- 風見慎吾「FRIDAY TROUBLE」 (1983年)
- 門あさ美「FASCINATION」 (1979年),  「SACHET」 (1980年)
- 加藤和彦「GARDENIA」 (1978年)
- 角松敏生「SEA BREEZE」 (1981年), 「MORE DESIRE」 (1989年), 「LEGACY OF YOU」 (1990年), 「ALL IS VANITY」 (1991年), 「TEARS BALLAD」 (1991年), 「この駅から…」 (シングル、1991年), 「心配/YOKOHAMA Twilight Time」 (シングル、2001年)
- 金井夕子「チャイナ・ローズ」 (1979年), 「écran」 (1981年)
- かねのぶさちこ「み空」 (1972年)
- かの香織「裸であいましょう」 (1995年)
- かまやつひろし「あ、我が良き友よ」 (1975年)
- 雅夢(がむ)「夢つづり」 (1981年)
- 亀渕友香「タッチ・ミー・ユカ」 (1974年)
- 河合奈保子「Summer Heroine」 (1982年), 「あるばむ」 (1983年)
- 川口雅代「SALUTE〜ご・あ・い・さ・つ〜」 (1981年)
- 川島なお美「So Long」 (1982年)
- 河村隆一「VANILLA」「2004年)
- 神田正輝「if－予感－10」 (1984年)
- GANGY「DEARMRS. LONELY」 (1982年)
- 来生たかお「BY MY SIDE－そばにおいでよ－」 (1978年), 「Natural Menu」 (1979年), 「Sparkle」(1981年),  「夢の途中」 (1981年), 「遊歩道」 (1982年), 「Ordinary」 (1983年)
- 北原佐和子「ときめき」 (1982年)
- 木之内みどり「グッド・フィーリング」 (1976年)
- 木の実ナナ「ダンシング・ママ」 (1980年)
- 木村恵子「STyLE」 (1988年), 「M」 (1990年)
- 桐ヶ谷仁「My Love For You」 (1979年)
- 桐島かれん「Karen」 (1990年)
- キンモクセイ「人とコウモリ (シングル)」 (2003年)
- 工藤静香「Purple」 (1995年), 「doing」 (1996年), 「Ice Rain」 (1994年)
- 国安修二「あの日…」 (1993年)
- 久野かおり「SINCERE」 (1989年)
- 桑江知子「Born Free」 (1979年), 「熱風」 (1979年)
- 桑名正博「MASAHIRO・2」 (1977年), 「テキーラ・ムーン」 (1978年)
- KENTAMURA「FLY BY SUNSET」 (1982年)
- 小池映「ENERGY FIELD」 (1995年)
- 小泉今日子「KYO→」 (1998年)
- 小出正則「桜本3丁目」 (1979年)
- 香坂みゆき「BACKSTAGE」 (1982年), 「Selfish」 (1983年), 「ジェット・ラグ(時差)」 (1984年)
- 小坂忠「ありがとう」 (1971年), 「ほうろう」 (1975年), 「モーニング」 (1977年), 「夢を聞かせて (シングル)」(2001年),  「People」(2001年)
- 小坂忠とフォージョーハーフ「もっともっと」 (1972年)
- 後藤次利「ON BASS」 (1978年), 「Mr.Bassman」 (1985年)
- コニー「GROOVIN' GROOVIN'」 (1992年)
- 小林麻美「CRYPTOGRAPH 〜愛の暗号」 (1984年)
- 小林啓子「かなしみごっこ」 (1972年)
- 小林健「WARM BREEZE (シングル)」 (1988年)
- 小林倫博「第一印象」 (1977年)
- 古谷野とも子「NEUTRAL TINTS」 (1987年)

### さ行
- サーカス「New Horizon」 (1979年)
- サイクルズ「それから」 (シングル、2002年)
- 西郷輝彦「ロード・ショウ」 (1980年)
- 財津和夫「City Swimmer」 (1987年)
- 酒井俊「MY IMAGINATION」 (1979年)
- 酒井美紀「雪解け」 (1994年)
- 坂口良子「果実酒」 (1979年)
- 坂本龍一&カクトウギセッション「SUMMER NERVES」 (1979年)
- さくらさくら「SWEET EMOTION」 (1990年), 「春だからSweet Heart (シングル)」 (1992年)
- 佐々木好「心のうちがわかればいいのに」 (1982年), 「にんじん」 (1983年), 「暖暖(だんだん)」 (1985年), 「ストレート (シングル)」 (1983年) 「表情音痴 (シングル)」 (1985年)
- 佐々木幸男「Tの青春」 (1981年), 「YES!」 (1982年)
- 佐藤準「彩－AYA」 (1993年)
- 佐藤隆「北京で朝食を (シングル)」 (1980年), 「I've been walking」 (1980年), 「URBAN "AU－RI"」 (1980年), 「コスモポリタン (シングル)」 (1981年)
- 佐藤友美「セ・ラ・ヴィ」 (1988年)
- 佐藤博「This Boy」 (1985年), 「Touch the Heart」 (1989年), 「Self Jam」 (1991年), 「All of Me」 (1995年), 「Oracle」 (1996年)
- 佐野史郎とライスカレー「佐野史郎とライスカレー」 (2001年)
- 佐野史郎 meets SKYE with 松任谷正隆「禁断の果実」（SKYEとして）(2019年）
- 沢チエ「23」 (1974年)
- 沢田研二「いくつかの場面」 (1975年), 「TOKIO」 (1979年)
- C－POINT「HIGH－TUNE」 (1983年)
- シグナル「トリプル・マインド」 (1979年)
- 柴田恭兵「SHOUT」 (1987年)
- 渋谷祐子「POPLADY II」 (1979年)
- 下田逸郎「NIGHT PARTNER」 (1981年)
- ジャッキー・チェン「LOVE ME」 (1984年)
- Sho∞「Life Goes On (シングル)」 (2002年)
- 庄野真代「私旋律－バラード－」 (1979年),  「メイドイントーキョー」 (1983年), 「紅Hotel」 (1984年)
- 白石まるみ「風のスクリーン」 (1982年)
- 四禮正明「踊らない女」 (1983年)
- シローとブレッド&バター「Moonlight」 (1972年)
- 陣内大蔵「Big Deal」 (1991年)
- 菅原進「都会はストレンジャー (シングル)」 (1978年), 「NIGHT SMILE」 (1978年), 「愛の風景」 (1981年), 「悲しみのむこうに (シングル)」
- 杉真理「SONG WRITER」 (1980年), 「Overlap」 (1982年), 「STARGAZER 2」 (1983年), 「MISTONE」 (1984年), 「SYMPHONY #10」 (1985年), 「SABRINA」 (1986年), 「Have a hotday!」 (1987年), 「Ladies & Gentlemen」 (1989年), 「Wonderful Life」 (1990年),  Made in Heaven」 (1991年), 「World of love」 (1992年), 「FLOWERS」 (1993年), 「Best of my Love (シングル)」 (1992年), 「Love is Magic (シングル)」 (1993年)
- 杉田二郎「虹のメッセージ」 (1982年)
- 杉田優子「モンスーン・ベイビー (1977年), 「アメリカン・コミックス」 (1979年)
- 杉山清貴「Kona Weather」 (1987年)
- すずき一平「IPPEI II」 (1981年)
- STAGE 101/ヤング101「ぼくら青春の日々」 (1973年)
- 須藤薫「Paradise Tour」 (1981年), 「Amazing Toys」 (1982年)
- SMOOTH ACE「Smooth Music at Cafe」(2001年)
- Three's Co.「Inner World」 (2000年)
- スリー・ディグリーズ「スリー・ディグリーズ& MSFBショー」 (1974年)
- 清野由美「U・TA・GE」 (1981年)
- ZERO「ARE YOU READY」 (1979年)

### た行
- 高田渡「ごあいさつ」 (1971年)
- 高梨めぐみ「Miss Tearful」 (1980年), 「Bye-byeエンジェル (シングル)」 (1980年)
- 髙橋真梨子「ひとりあるき」 (1979年), 「MONOLOGUE」 (1980年)
- 高橋幸宏「Fate of Gold」 (1995年)
- 高見恭子「わたし√美人〜暗くなるまで待てないわ」 (1983年)
- 高見知佳「蜜の味」 (1980年)
- ダ・カーポ「HARMONIE(アル・モ・ニー)」 (1991年)
- 多岐川裕美「小夜」 (1979年), 「夢見心地」 (1982年)
- 滝沢洋一「レオニズの彼方に」 (1978年)
- 竹内まりや『BEGINNING』(1980年), 『Miss M』(1980年)
- 橘いずみ「君なら大丈夫だよ」 (1992年)
- 田辺守「夢の名残り」 (1994年), 「目覚めたまま眠る生活」(1995年), 「トライアングル・ブルー (シングル)」 (1995年)
- 谷山浩子「歪んだ王国」 (1992年)
- 種市弦「両想いのススメ」 (1995年)
- 玉置浩二「LOVE SONG BLUE」 (1994年), 「T」 (1995年), 「CAFE JAPAN」 (1996年)
- チカ&ザ・ファイターズ「ディスコ翔べ!スワローズ (シングル)」 (1979年)
- Chappie「水中メガネ」 (シングル、1999年), 「NEW CHAPPIE」 (1999年)
- 坪倉唯子「Loving You」 (1990年)
- Daily－Echo「素晴らしき青の世界」 (1998年)
- 寺岡呼人『waiting for the sun』 (1994年), 『GOLDEN CIRCLE』 (1995年), 「悲しいほど青く美しいこの世界で」 (1999年)
- 堂島孝平「黄昏エスプレッソ」(2000年)
- 時任三郎「遠くでBoogieが聴こえる」 (1981年)
- Dr.ドラゴン&オリエンタル・エクスプレス『The Birth of a Dragon』（1976年）
- 徳永英明「Nostalgia」 (1993年)
- 富沢聖子「メロディーパレット」 (1983年)
- 豊広純子「Water Heart」 (1983年)
- とんぼ「冬超え間近 (シングル)」 (1978年)

### な行
- 永井龍雲「カリフォルニア伝言 (シングル)」 (1981年), 「たそがれ (シングル)」 (1982年)
- 中尾ミエ「夢に抱かれて (シングル)」 (1980年)
- 永尾美代子「美代子・リバージュ」 (1981年)
- 中島みゆき「親愛なる者へ」 (1979年), 「おかえりなさい」 (1979年), 「臨月」 (1981年), 「EAST ASIA」 (1992年), 「時代－Time goes around－」 (1993年), 「LOVE OR NOTHING」 (1994年)
- 中谷美紀「CURE」 (1997年)
- 中原めいこ「2時までのシンデレラ」 (1982年)
- 中原理恵「Touch Me」 (1980年), 「Killing Me」 (1978年), 「Heart of Gold」 (1980年), 「抱きしめたい (シングル)」 (1980年)
- 長渕剛「風は南から」 (1979年)
- 中村一義「金字塔」 (1997年)
- 西岡恭蔵「街行き村行き」」 (1974年), 「ろっかばいまいべいびい「Orange」 (1975年), 「NEW YORK TO JAMAICA」 (1981年)
- 西島三重子「Bye－Bye」 (1980年), 「Lost Hour」 (1981年)
- 西田ひかる「A FILE of LIFE」 (1995年), 「幸せのかたち」 (1998年)
- NICO「TO YOU」 (1982年), 「VALERIA」 (1983年)
- 根津甚八「ル・ピエロ」 (1979年)
- 野口五郎「FIRST TAKE」 (1982年)
- ノブ・ケイン「NOBUCAINE」 (1989年)
- 野村宏伸「I'm HIRONOBU」 (1985年)

### は行
- Hi-Fi Set「Fashionable Lover」 (1976年), 「Quarter Rest」 (1979年), 「PASADENA PARK」 (1984年), 「INDIGO」 (1985年)
- パオ「you」 (1980年)
- 萩原慎太郎「WALK THE WALK」 (1996年)
- 長谷川きよし「街角」 (1975年)
- パティ「Far Away(この夢の果てまで)」 (1980年), 「Second Impression」 (1981年)
- 羽野晶紀「楼蘭」 (1991年)
- 濱田金吾「Gentle Travelin'」 (1981年), 「MUGSHOT」 (1983年)
- 浜田省吾「SAND CASTLE」 (1983年)
- 原茂「オレンジ色の朝」 (1977年)
- 原田真二「Feel Happy」 (1978年)
- Harry&Mac「Road to Louisiana」 (1999年)
- バースデースーツ「R」 (1995年)
- 平岩英子「ヌーディ・カメラ」(2000年)
- 平尾昌晃・畑中葉子「ヨーロッパでさよなら (シングル)」 (1978年)
- 広谷順子「その愛に」 (1979年)
- ふきのとう「風来坊」 (1977年)
- 福島邦子「To 11」 (1980年), 「GRACE」 (1981年), 「ボサノバ (シングル)」 (1979年)
- 福山雅治「Calling」 (1993年)
- 藤井宏一「Your Song」 (1990年)
- 藤本健一「アペリティフ」 (1987年)
- フジワラカヨコ「恋のヨカン」 (1997年)
- 布施明「LANA」 (1979年)
- 古内東子「Slow Down」 (1993年)
- 古谷徹－Page 3－「サニー・サイド・ストリート」 (1982年)
- Bluem of Youth「Garden (シングル)」 (1998年)
- ブレッド&バター「BARBECUE」 (1974年), 「LATE LATE SUMMER」 (1979年), 「Sunday Afternoon」(1992年), 「HOT! CLOUD 9」(2001年)
- ベースボール・キング「ディスコ熱血!ジャイアンツ (シングル)」 (1979年)
- 細野晴臣「HOSONO HOUSE」 (1973年), 「TROPICAL DANDY」 (1975年), 「泰安洋行」 (1976年), 「PARAISO」 (1978年)
- 堀ちえみ「少女」 (1982年), 「夢日記」 (1982年), 「Lonely Universe」 (1985年), 「スカーレット白書」 (1987年), 「真夏の少女 (シングル)」 (1982年), 「Deadend Street GIRL (シングル)」 (1985年), 「青春の忘れ物 (シングル)」 (1985年)
- 堀川まゆみ「楡(エルム通りの少女」(1978年)

### ま行
- 前川清「Kiyoshi」 (1982年), 「わがまま」 (シングル、1983年)
- 前田保「二日酔いのゴリラ」 (1977年)
- 前田憲男「SOUL SAMBA」 (1977年)
- 真心ブラザーズ「この愛は始まってもいない」 (シングル、2001年)
- 松尾久美子「メモワール」 (1983年)
- 松田聖子「Silhouette」 (1981年), 「風立ちぬ」 (1981年), 「Windy Shadow」 (1984年)
- 松田弘& QUIET LOVE NOTES「FUTAR」 (2002年)
- 松田優作「TOUCH」 (1980年)
- 松田良「フェイスタ」 (1985年)
- 松任谷正隆「夜の旅人」 (1977年)
- 松任谷由実「紅雀」 (1978年), 「流線形'80」 (1978年), 「悲しいほどお天気」 (1979年), 「時のないホテル」 (1980年), 「水の中のASIAへ」 (1981年), 「昨晩お会いしましょう」 (1981年), 「PEARL PIERCE」 (1982年), 「REINCARNATION」 (1983年), 「VOYAGER」 (1983年), 「天国のドアTHE GATES OF HEAVEN」 (1991年), 「U-miz」 (1993年), 「THE DANCING SUN」 (1994年), 「Neue Musik」 (2枚組ベストアルバム、1998年), 「真夏の夜の夢」 (1993年)
- 松永夏代子「浮気なSACHIOに首ったけ (シングル)」 (1986年)
- 松野こうき「アナザー・サイド」 (1980年)
- 松原みき「Who are you?」 (1980年)
- 松村とおる「Bottle of Rock'n Roll」 (1980年)
- 円広志「マイシスター (シングル)」 (1982年)
- MANNA「MANNA」(1980年)
- 美川憲一「GOLDEN PARADISE」 (1991年), 「花 (シングル)」 (1991年), 「さそり座の女Part I (シングル)」 (1991年), 「おんなの朝 (シングル)」 (1991年)
- 美川憲一&イルカ「地上の愛 (シングル)」 (1999年)
- 水越けいこ「LOVE TIME」 (1980年), 「VIBRATION」 (1982年), 「TEN」(1984年)
- 水谷豊「青春番外地」 (1978年), 「WAY」 (1980年), 「普通のラブ・ソング」 (1982年), 「The Yutaka Mizutani (ベストアルバム)」 (1986年)
- 光城ちか「キスミーダーリン」 (シングル、1981年)
- 南こうせつ「かえり道」 (1975年), 「僕は緑の風」 (1986年)
- 南沙織「シンシア・イン・コンサート」 (1974年), 「夏の感情」 (1974年)
- 南翔子「魔法のジェラシー (シングル)」 (1987年)
- 南正人「南正人」 (1973年)
- 南佳孝「摩天楼のヒロイン」 (1973年), 「忘れられた夏」 (1976年), 「SOUTH OF BORDER」 (1978年), 「SPEAK LOW」 (1979年), 「MONTAGE 10」 (1980年), 「SILKSCREEN」 (1981年), 「DAYDREAM」 (1983年), 「Festade Verao」 (1996年), 「Sketch of Life」 (1997年), 「PURPLE IN PINK」 (1999年)
- 峰さを理「CARMILLA」 (1989年), 「愛しのGANGAN」 (1990年)
- 宮崎美子「メロウ」 (1981年)
- 宮部ひかり「MIXUP」 (1993年)
- 宮本典子「SHOCK」 (1982年)
- miyuki「ぜんぶ言ってしまおう」 (1994年)
- myu:(ミュー)「The World is All Changing (シングル)」 (2002年)
- 村井麻里子「Magenta」 (1993年)
- 村田和人「また明日」 (1982年)
- 桃姫BAND「初陣－UIJIN－」」 (1992年), 「神様お願い (シングル)」 (1993年)
- 森下恵理「ボーイ・フレンド」 (1985年)
- 森山良子「旅立ち〜RYOKONOW」(1975年), 「日付のないカレンダー」 (1976年)

### や行
- 八神純子「Mr.メトロポリス」 (1980年), 「LONELY GIRL」 (1983年)
- 泰葉「vivid」 (1982年), 「RESERVED」 (1983年)
- 矢野顕子「いろはにこんぺいとう」 (1977年), 「ひとつだけ」 (1996年)
- 矢野誠「百和香」 (1994年)
- 矢原いずみ「月の砂」 (1999年)
- やまがたすみこ「FLYING」「Blow Up」 (1978年)
- 山口百恵「春告鳥」 (1980年)
- 山下久美子「バスルームから愛をこめて」 (1980年), 「Dancin 'Kitchen」 (1980年)
- 山瀬まみ「RIBBON」 (1986年), 「リセ」 (1986年), 「プライベートエディション」 (1987年),  「Strange Pink (シングル)」 (1987年)
- 山田晃士「舞踏会」 (1994年)
- 山田雅人「あかん時ほど・・・」 (1991年)
- 山中のりまさ「メリーゴーランド」 (1981年)
- 山本コータローとウィークエンド「ウィークエンド・セカンド」 (1975年)
- 山本達彦「I LOVE YOU SO」 (1982年), 「MARTINI HOUR」 (1983年)
- YOU「南向き」 (1994年)
- 裕木奈江「旬」 (1993年), 「evergreen (ベストアルバム)」 (1994年), 「水の精」 (1994年)
- 裕詩郎「別れ歌を背中に (シングル)」 (1994年)
- 雪村いづみ「スーパー・ジェネレーション」 (1974年), 「カモン・バック」 (1990年)
- ゆず「ゆず一家」 (1998年), 「桜木町（シングル）」 (2004年)
- ユミ飛鳥「Merry*Go*Round」 (1983年)
- 横山知枝「For You (シングル)」 (1991年)
- 吉川忠英「こころ」 (1974年)
- 吉田拓郎「大いなる人」 (1977年), 「Rolling 30」 (1978年), 「Takuro Tour 79 (2枚組+Sg)」 (1979年), 「TOUR 1979 Vol. 2落陽」 (1979年), 「無人島で…。」 (1981年), 「'85 One Last Night inつま恋」 (1985年), 「ひまわり」 (1989年), 「176.5」 (1990年), 「こんにちは」 (2001年)
- 吉田美奈子「扉の冬」 (1973年), 「MINAKO」(RCA, 1975年), 「FLAPPER」(RCA, 1976年)

### ら行
- RAJIE「HEART to HEART」 (1977年), 「LOVE HEART」 (1978年), 「Acoustic Moon」 (1980年)
- 流星「夢の飛行船」 (1983年)
- りりィ「LYLYCISM」(1977年), 「MAGENTA「Express」
- Linda「My Heaven」 (シングル, 2000年)
- Le Couple 「ル・クプル」(1997年)
- 麗美「R」(1984年)
- ローカル・バス「桜見丘 (シングル)」 (2004年) 「エイト・トゥリーズ・マウンテン」 (2003年), 「桜見丘 (シングル)」(2004年)
- ROMY「KI・A・I」 (1985年)
- ロニー・バロン「THE SMILE OF LIFE」(1978年)

### わ行
- 渡辺徹「TW」(ベストアルバム、1984年)
- 渡辺真知子「B♭m」 (1984年)
- 渡辺満里奈「Ring-a-Bell」 (1996年), 「うれしい予感 (シングル)」 (1995年)
- waffles「one」 (2002年), 「boat」 (シングル、2002年)

## 主な参加サウンドトラック
- 井上鑑「SF新世紀レンズマン（サントラ）」（1984年）
- 高浪敬太郎サウンドプロデュース「おいしい関係」（1996年）
- 土曜ナナハン「学園危機一髪」（1980年）
- 微熱少年MOVIESONGS「微熱少年MOVIESONGS」（1987年）

## 主な作曲作品
- 五十嵐浩晃「序曲 (出逢い)」（1981年）
- 井上純一「アトランチス」「月灯りの中で」（1981年）
- 岩崎良美「唇にメモワール」（1981年）
- 梅田恵子「白夜の時代」（1979年）
- 小田陽子「麗し色の密林(ジャングル)」「サンセット・ロンリー・ガール」「嘘はダイヤモンド」「Good Morning」「泉に誘って」「電話しないで」「水の都」「コルトレーンで愛して」（1988年）
- 太田貴子「HAVE A GOOD TIME」（1987年）
- 金井夕子「Soir,au Revoir」「冬の銀河」（1979年）
- 佐藤友美「スカンジナビア・ホテル」「ボン・ヴォヤージュ〜愛する事の素敵〜」「離愁 (Dedicated to Trintignant)」（1990年）
- Various Artist「青春に負けないで」（1990年）
- 多岐川裕美「恋の呪文」（1979年）
- チカ＆ザ・ファイターズ「ディスコ　翔べ!スワローズ」（1979年）
- 布施明「305の招待席」「マーマレイドの朝」（1979年）
- 木の実ナナ「ベースボール・フリーク」（1980年）
- 中原理恵「ダイアン・キートン」「モノクローム」（1980年）
- パティ「ニューオリンズの旅人 / A TRAVELLER IN NEW ORLEANS」「パリの恋人たち / LOVERS IN PARIS」（1980年）
- 松田優作「ミッドナイト」（1980年）
- 松原みき「Howa Howa Shuwa Shuwa　－宇宙ネコの舌ざわり－」（1980年）
- 松村とおる「外来者(よそもの)」「イ・ナ・オ・リ」（1980年）
- MANNA「Merry Party」（1980年）
- 山口百恵「春爛漫」「抱きしめられて」（1980年）
- 山下久美子「Follow you」「Love me,love my body」（1980年）
- 野口五郎「KETCHUP AND MUSTARD」（1981年）
- 松田聖子「黄昏はオレンジライム」（1981年）
- 五十嵐浩晃「言葉はいらない」「序曲(面影)」（1982年）
- 堀ちえみ「真夏の少女」（1982年）
- 前川清「ファニー」（1982年）
- 裕木奈江「恋人達の水平線」（1984年）
- 堀ちえみ「白夜のDance」（1985年）
- 野村宏伸「Don't Change」（1985年）
- YOU「水無月の宵」（1986年）
- やまがたすみこ「フライング」「ペパーミント・モーニング」「黄昏遊泳」「グッドバイ・グラフィティ」「ムーンライト・ジルバ」（1977年）
- 古谷野とも子「振りむいて夏の空」（1978年）
- 中原理恵「エトセトラ」「夏を選んで」「笑いまじり」「一日遅れのさよなら」（1978年）
- 裕詩郎「別れ歌を背中に」「琥珀色の雨」（1990年）
- 南佳孝「天使の日」（1997年）
- Sho∞「Life Goes On」（2002年）

## 主な編曲作品

### あ行
- IX・IX(アイクス・アイクス) - 「laughter in the sun（1989年）「my way my love（1989年）
- 杏里 - 「コルトバの踊り子」（1979年）「九月の砂」（1979年）「ブルー・ムーン」（1979年）「スリップアウェイ」（1979年）「マホガニータウン」（1979年）「地中海ドリーム」（1979年）「モーニング・フライト」（1979年）「悲しみは窓の向こう」（1979年）「ときめき」（1979年）「めぐりくる季節のように」（1979年）「涙を海に返したい」（1979年）「海辺から」（1979年）「MYSTERY ZONE」（1986年）
- アン・ルイス - 「アイム・ア・ロンリー・レディ」（1979年）「ラブ・ミー・トゥナイト」（1979年）
- 五十嵐浩晃 - 「今日かぎり」（1980年）「夢泥棒」（1980年）「ディープ・パープル」（1980年）「愛は風まかせ」（1980年）「バイ・バイ」（1980年）「ミルク・レディ」（1980年）「デ・ジャ・ブー(DeJaVu)」（1980年）「冬子の朝」（1980年）「だきしめたい」（1980年）「今はひとりで」（1980年）「ペガサスの朝」（1980年）「フォギー・ナイト」（1980年）「小さな明日」（1980年）」（1981年）「雪が降る前に」（1980年）「ナチュラル・ロード」（1980年）「ブリージー・ナイト」（1980年）「流星群」（1980年）「イノセント」（1980年）「いつまでも」（1980年）「幸せいろのなみだ」（1980年）「想い出のサマー・ソング」（1981年）「星に願いを」（1981年）「インディアン・サマー」（1981年）「朝のシルエットSAILING DREAM」」（1981年）「ひと夏のマリエ」（1981年）「序曲 〔出逢い〕 (Instrumental)SAILING DREAM」」（1981年）「ララバイ・グッバイ」（1981年）「家路」（1981年）「初恋の街」（1981年）「心こめた愛の調べ」（1981年）「ハートに火をつけて」（1982年）「Because」（1982年）「きっとValley」（1982年）「お嬢さんお手やわらかに」（1982年）「レイニ・ハーモニー」（1982年）「言葉はいらない」（1982年）「つばさ」（1982年）「粉雪の降る街」（1982年）「序曲 〔面影〕 (Instrumental)」（1982年）「踊り明かせば」（1982年）「めぐり逢い」（1982年）「あの朝」（1983年）「グッバイ・メモリー」（1983年）「サマー・トワイライト」（1988年）「DISTANCE」（1988年）「再会」（1988年）「10年後」（1988年）「愛する人と」（1988年）「二人だけのX'mas」（1988年）「ギブロスの砂」（1989年）「想い出のサーファーガール」（1989年）「グラデーション」（1989年）「パスポートを失くした街」（1989年）「ずっと会えなくて」（1989年）「サマー・トワイライト」（1989年）
- 石川秀美 - 「ガラスのブローチ」（1982年）「ゆ・れ・て湘南（アルバム・バージョン）」（1982年）「君は渚のオープンカー」（1985年）「恋はエゴイスト」（1985年）
- 石川優子 - 「心算(つもり)」（1981年）「熱い予感」（1981年）「ひみつ」（1981年）「Lonely Night Blues」（1981年）「お気に召すままハイウェイ」（1981年）「わかれ芝居」（1981年）「噂のLady」（1981年）「Once More」（1981年）
- 石坂智子 - 「流れ雲」（1981年）「にがい方が好き」（1981年）
- 石野真子 - 「狼なんか怖くない」（1978年）「ぽろぽろと」（1978年）
- 石橋和子 - 「イーヨー」（1981年）「サーフボード」（1981年）「サブウェイ・スクリーン」（1981年）「恋の忘れもの」（1981年）「涼しすぎた夏」（1981年）「Happiest」（1981年）「ラスト・ワルツ」（1981年）「恋してジャンプ」（1982年）「冬にさよなら」（1982年）「フレンチ・バイ・バイ」（1982年）
- 市原ひかり - 「急な雨、急な晴れ一番の幸せ」（2005年）「一番の幸せ一番の幸せ」（2005年）「星空の旅一番の幸せ」（2005年）「運命に背く者一番の幸せ」（2005年）「宇宙を歩く人一番の幸せ」（2005年）「The Ghetto」（2005年）
- 伊東ゆかり - 「テンダー・レイン」（1978年）「うしろすがた」（1978年）「あなたしか見えない」（1979年）「エンドレス」（1980年）
- 井上陽水 - 「クレイジーラブ」（1980年）「世間人でGOEVERY NIGHT」」（1980年）「I yai yaiEVERY NIGHT」（1980年）「プールに泳ぐサーモンEVERY NIGHT」（1980年）「星空へHappy Gameあやしい夜をまって」」（1981年）「恋は自分勝手に」（1988年）
- イルカ - 「十九の春に」（1980年）「枯葉のシーズン」（1981年）「不思議が眠る君」（1981年）「うつろな二人」（1981年）「孤独なダンス」（1981年）「悲しみのジャンクション<」（1981年）「蒼い狼」（1981年）「すべてがラヴ・ソング」（1981年）「月光」（1981年）「僕のLonely Girl」（1981年）「雨の日の動物園」（1981年）「あなたへの手紙」（1981年）「愛の飛行士」（1982年）「蒼ざめた空白」（1982年）「吟遊詩人 (マイスター・ジンガー)」（1982年）「横浜スタジアム」（1982年）「かわいい君に」（1982年）「うかれ猫」（1982年）「僕のラストソング」（1982年）「グッドオールデイズ」（1982年）「たそがれホテル ヘミングウェイ夫人の面影によせて」（1982年）「渚にて」（1982年）「恋はカラフル」（1982年）」（1983年）「すてきなScience」（1983年）「序章(飛花落葉)」（1986年）「17ページのエッセイ」（1986年）「Triste」（1986年）「野良犬」（1986年）「サラダ日和」（1986年）「Triste」（1986年）「いつだって愛してる」（1989年）「遠い人になっても」（1989年）「眠らなくても会いたくて」（1989年）「ホクロの月夜に」（1989年）「けさらんぱさらん」（1989年）「ペイズリィ・ドリーム」（1989年）「ひとりごと」（1989年）「花一輪」（1998年）「天使からの伝言」（1998年）「心は深い海の底」（1998年）「星の長距離電話」（1998年）
- イルカ with リッキー - 「雨上がりの夏」（1987年）「いつまでもNice Friend」（1987年）
- 岩崎宏美 - 「I LIKE SEIJO」（1982年）「ときめき」（1982年）
- 岩崎良美 - 「Baby Love」（1981年）「ごめんねDarling」（1981年）「ふれて風のように」（1981年）「Hurry Up!」（1981年）「唇にメモワール」（1981年）「化粧なんて似合わない」（1982年）
- 岩瀬敬吾 - 「どういうわけか」（2002年）「tururu」（2002年）
- 岩渕まこと - 「風が吹いたら」（1977年）「ムーンライト・フライト」（1977年）「ウィスキー・ドライブ」（1977年）「ハニー・オレンジ」（1977年）
- 宇佐元恭一 - 「ブルーの香り」（1985年）
- 梅田恵子 - 「白夜の時代」（1979年）「白い朝」（1979年）
- 宇都美慶子 - 「抱きしめて?シュールな恋?」（1991年）「春の花束(ブーケ)」（1991年）「オーロラの見える時 ?One Side Love?」（1991年）「Preference」（1991年）「風が通り過ぎた午後」（1991年）「f'emale」（1991年）「さよならは云わないで」（1991年）「シンデレラ・エクスプレスは今夜も眠らない」（1991年）「特別な夜に」（1991年）「ベイ・ブリッジも泣いている」（1991年）「大切なあなたへ?Last Song?」（1991年）
- Wink - 「アマリリス」（1988年）
- 遠藤京子 - 「Smile Again」（1981年）「ア・リ・ス」（1981年）「Love Song」（1981年）「輝きたいの」（1984年）「銀色の夏」（1984年）
- 大久保一久 - 「雨」（1979年）「海鳴り」（1979年）
- 太田貴子 - 「HAVE A GOOD TIME」（1987年）「リフレイン」（1987年）
- 太田裕美 - 「失恋魔術師」（1978年）「花吹雪」（1978年）「鍵」（1978年）「朝、春になれ」（1978年）「ONE MORE CHANCE」（1978年）
- 大滝裕子 - 「ノーサンキューブレックファースト、ママ」（1980年）「黄色いかぶと虫」（1980年）
- 大橋恵里子 (ELLE) - 「夢で逢えたら」（1982年）「Black Rain」（1982年）
- 尾崎亜美 - 「キラメキFeeling」（1979年）
- 小田陽子 - 「麗し色の密林(ジャングル)」（1988年）「サンセット・ロンリー・ガール」（1988年）「嘘はダイヤモンド」（1988年）「

### か行
- 甲斐智枝美 - 「誘ってルンナ(月影ナポリ)」（1982年）「射手座の彼」（1982年）
- 門あさ美 - 「Keep on Loving」（1979年）「Darling」（1979年）「Fancy Evening」（1979年）「予期せぬ出来事」（1980年）「ハート半分」（1980年）「Do Do」（1980年）
- 金井夕子 - 「マヤマヤ ビーチ」（1979年）「Soir,au Revoir」（1979年）「パ・ル・ラ」（1979年）「冬の銀河」（1979年）「可愛い女と呼ばないで」（1981年）「失恋ストーリー」（1981年）「銀幕の恋人」（1981年）
- 川口雅代 - 「Miss Call」（1981年）「Fall in Love」（1981年）「ショーウインドゥー」（1981年）「夏少女」（1981年）「最新情報」（1981年）「ラストワルツ」（1981年）
- 来生たかお - 「ふたり」（1978年）「ひとくち助言」（1978年）「暗闇にさよなら」（1979年）「ダンス・パーティーの夜」（1979年）
- 北原佐和子 - 「Lovely Loveはレモン色」（1982年）「Love Love キャッチボール」（1982年）
- 木の実ナナ - 「SOUL SHADOW」（1980年）「オープン・チケット」（1980年）「ベースボール・フリーク」（1980年）「LONELY NIGHT WITH LITTLE BABY」（1980年）「赤い靴」（1980年）
- 木村恵子 - 「Good Morning」（1988年）「泉に誘って」（1988年）「電話しないで」（1988年）「シンジラレネーション」（1988年）「水の都」（1988年）「コルトレーンで愛して」（1988年）「Do you remember me」（1988年）「GoodBye EggmanSTyLE」」（1988年）「シャレード'88」（1988年）「精神的MM」」（1990年）「想い出にかわるまでM」」（1990年）「悲しみが気持ちいいM」」（1990年）「Cassys (キャッシーズ)」「Crying  time」（1987年）「Runaway girl」（1987年）「クリスチーヌ・ラングナー」Non Stop Flight To You  ?あなたへの直行便」（1979年）
- 桑江知子 - 「ダンシング・イン・ザ・ワンダーランド」（1979年）「エモーション ラブ」（1979年）「恋人の領分」（1979年）「レイマグラス」（1979年）
- 桑名正博 - 「サード・レディー」（1978年）「テキーラ・ムーン」（1978年）「薔薇と海賊」（1978年）「キャディラック」（1978年）「毛皮のヴィーナス」（1978年）「満潮(みちしお)」（1978年）「The Super Star」（1979年）「
- ケン田村 - 「LONG DISTANCE CALL」（1982年）「Little Bit Easier」（1982年）「踊りなよDance with Me」（1982年）「冷たい夏」（1982年）
- 小坂明子 - 「Boaster」（1986年）「Emotional Love」（1986年）「
- 小林健 - 「WARM BREEZE(抱きしめて!今を)」（1988年）
- 小林千絵 - 「気まぐれマイ・ラヴ」（1986年）
- 古谷野とも子 - 「幸せもどき」（1978年）「JUNCTION(ジャンクション)」（1978年）「もう一度乾杯」（1978年）「浪打際で」（1978年）「振りむいて夏の空」（1978年）「クリスタル・アヴェニュー」（1978年）「PARODY(パロディ)」（1978年）「弱気な日めくり」（1978年）「陽だまりゲーム」（1978年）「寄りそい慣れた腕の中で」（1978年）「光りのソファーで」（1978年）

### さ行
- サーカス - 「想い出のサーフ・シティー」（1979年）「六月の花嫁」（1979年）
- サイクルズ - 「それから」（2002年）
- 西郷輝彦 - 「試練」（1978年）「今うたうとき」（1980年）「ロード・ショウ」（1980年）「ラスト・シーン」（1980年）「夕陽より遠く」（1980年）「Believe me」（1980年）「Silver sun」（1980年）
- 西城秀樹 - 「スポーツ・ガール」（1981年）「ロンサム・シティー」（1981年）
- さくらさくら - 「DREAMINGROAD」（1992年）「TAKE YOUR CHANCE」（1992年）「恋に誘うわ」（1992年）「涙の日曜日」（1992年）「春だからSWEET HEART」（1992年）「秘密のふたり」（1992年）「ロールキャベツ」（1992年）
- 桜田淳子 - 「LADY」（1979年）「あなたは魔術師 (You're a magician)」（1979年）
- 佐々木好 - 「ドライヴ」（1982年）「春」（1982年）「君と」（1982年）「飲もうよ」（1982年）「意図」（1982年）「今日はどんな日でしたか」（1982年）「#4006」（1982年）「心のうちがわかればいいのに」（1982年）「ちょっと2股」（1982年）「万感」（1982年）「ストレート」（1983年）「21才」（1983年）「以前」（1983年）「デッキシューズ」（1985年）「ワインカラー」（1985年）「案山子(かかし)」（1985年）「ヤッシー」（1985年）「あんた」（1985年）「表情音痴」（1985年）「伊津子」（1985年）「笑う人」（1985年）「雨雪風」（1985年）「深く遠く続くよう」（1985年）
- 佐藤隆 - 「アジャンタ」（1980年）「Spy」（1980年）「Mr.ロンリー」（1980年）「メ・ソ・ポ・タ・ミ・ア」（1980年）「G線のリンダ」（1980年）「メトロポリス」（1980年）「Any Day」（1980年）「北京で朝食を」（1980年）「赤い靴は嘘つき」（1980年）「8ビート・ドリーム」（1980年）「CINERAMA CITY (シネラマ・シティ)」（1980年）「Bad Society (バッド・ソサエティー)」（1980年）「CABARET」（1980年）「After 5 Woman」（1980年）「Goodbye (さよならと言ってくれ)」（1980年）「A man likes Mr. Woody (ウッディ俺も男だ)」（1980年）「Hardboiled Night (ハードボイルド・ナイト)」（1980年）「Again (涙だけアゲイン)」（1980年）「Secret Agent (探偵〔スルース〕)」（1980年）「Morn'」（1980年）
- 佐藤友美 - 「スカンジナビア・ホテル」（1988年）「ボン・ヴォヤジュ?愛することの素敵?」（1988年）「離愁(Dedicated to Trintignant)」（1988年）
- シグナル - 「カリフォルニア・マインド」（1979年）「夢から醒めて」（1979年）
- Sho∞ - 「Life Goes On」（2002年）「ナミダノイミ」（2002年）
- 庄野真代 - 「Dear Friend【アデュー】 c/w」（1979年）「Girl私旋律バラード」（1979年）「ジェントル・グッバイ私旋律バラード」（1979年）「私生活私旋律バラード」」（1979年）「12・23私旋律バラード」（1979年）
- 菅原進 - 「都会(まち)はストレンジャー」（1978年）「SHE IS THE LADY BLUE」（1978年）「悲しみの墜落」（1978年）「シナリオ」（1978年）「お前の中の少女」（1978年）「SEESAW GAME」（1978年）「愛は風の環(リング)」（1978年）「ADVENTURE ISLAND」（1978年）「SMILE LADY」（1978年）「OLD FASHIONED LOVE SONG」（1978年）「悲しみのむこうに」（1980年）「かげりゆく夏に」（1980年）「夜のハイウェイ・バス」（1981年）「愛に同じ」（1981年）「今はララバイ」（1981年）「冬の鳥達」（1981年）「ダンスは恋のエッセンス」（1981年）「タイプライター・ブルー」（1981年）「ラッシュアワー」（1981年）「Singin' a song with me」（1981年）
- 杉田二郎 - 「寒い時代」（1982年）「いつわりの黒い瞳」（1982年）
- 杉田優子 - 「演奏旅行」（1978年）「キラキラ<」（1978年）「終電車」（1978年）「秋から冬へ」（1978年）「あてのない一日」（1978年）「旋律」（1978年）「カリフォルニアの空」（1978年）「モンスーン・ベイビー」（1978年）「YOUのテーマ」（1978年）「パステル・ラブ」（1978年）「ハイウェイ101」（1979年）「サーフィン娘」（1979年）「テレフォン・ラブ・ボックス」（1979年）「タイム・アラウンド」（1979年）「風見鶏」（1979年）「魔力」（1979年）「恋のタップダンス」（1979年）「マイ・スイート・スマイル・ボーイ」（1979年）「ハイヤイヤ」（1979年）「フルムーン・ナイト」（1979年）
- 杉山清貴 - 「サンセット・ラブソング」（1987年）「I'LL BE THERE」（1987年）
- すずき一平 - 「羅針盤」（1981年）「玄鳥(つばくらめ)」（1981年）
- 関口誠人 - 「夢見るナタリー」（1987年）

### た行
- 高梨めぐみ - 「哀愁BOY」（1980年）「四人目の恋人へ」（1980年）「雨降りマイハート」（1980年）「Byebye Mr.エンジェル」（1980年）「SLOW MOTION」（1980年）
- 髙橋真梨子 - 「マイ・ドリーム」（1979年）「おいでサマー・ホリディ」（1979年）「デイブレイク」（1980年）「ランブル」（1980年）
- 多岐川裕美 - 「恋の呪文」（1979年）「太陽のミストレス」（1982年）「絹色の夢」（1982年）
- 竹内まりや - 「おかしな二人」（1980年）
- 田中律子 - 「ネ!」（1988年）「明日へのスラローム」（1988年）
- チカ&ザ・ファイターズ - 「ディスコ 翔べ!スワローズ」（1979年）
- Do! - 「オレとおまえ」（1980年）「愛に振り向くな」（1980年）
- DUO - 「亜麻色のリリス」（1980年）
- とんぼ - 「冬超え間近」（1978年）

### な行
- 永井龍雲 - 「恋はゆっくり、時間をかけて」（1981年）「たそがれ」（1981年）「ブルースに口づけ」（1982年）
- 中尾ミエ - 「夢に抱かれて」（1980年）
- 中島みゆき - 「サヨナラを伝えて」（1976年）「しあわせ芝居」（1976年）「この空を飛べたら」（1976年）
- 中原理恵 - 「マギーへの手紙」（1978年）「ダイアン・キートン」（1980年）「モノクローム」（1980年）
- 永尾美代子 - 「涙を珊瑚色」（1981年）「雨のボートハウス」（1981年）「Sea Wind」（1981年）「恋舟」（1981年）「FRIDAY NIGHT」（1981年）
- 長渕剛 - 「巡恋歌」（1978年）「帰り道」（1978年）
- 成清加奈子 - 「風のソネット」（1984年）「恋は赤マル急上昇」（1985年）
- NICO - 「海辺の赤い電話」（1982年）「コロノポの丘」（1982年）「MIND」（1982年）「夏の雨」（1982年）
- 西岡恭蔵 - 「YELLOW MOON」（1981年）「燃えるキングストン」（1981年）「HAVANA」（1981年）「IT'S NEW YORK」（1981年）「NEVERLAND III」（1981年）「ハーレム25時」（1981年）
- 根津甚八 - 「川崎BLOSSOM」（1979年）「BYE NOW」（1979年）「Don't Cry For Me」（1979年）「キネマ横丁」（1979年）
- 野口五郎 - 「KETCHUP AND MUSTARD (Instrumental)FIRST TAKE」」（1982年）
- 野村宏伸 - 「11月のNOVEMBER白書」（1985年）「君の瞳を振り向けない」（1985年）「LIGHTHOUSE」（1985年）「Don't Change」（1985年）「さよなら、GoodLuck」（1985年）

### は行
- パオ - 「Morning Rain」（『you』、1980年）「One  Summer Afternonn」（『you』、1980年）
- 萩原慎太郎 - 「Walk On」（1996年）「Blood Brother」（1996年）
- パティ - 「明日・・・咲く」（1980年）
- 原田真二 - 「てぃーんず ぶるーす」（1977年）「Angel Fish」（1977年）
- 平尾昌晃・畑中葉子 - 「ヨーロッパでさよなら」（1978年）「東京ラブ・ストーリー」（1978年）
- 福島邦子 - 「ボサノバ」（1980年）「長い夜」（1979年）
- 布施明 - 「305の招待席」（1979年）
- ブラックキャッツ - 「勝利者」（1990年）「1979年19才」（1990年）
- ブレッド&バター - 「タバコロード 20」（1979年）「海に行こう」（1979年）「冬のハイビスカス」（1982年）「The Crow」（2001年）
- 堀ちえみ - 「潮風の少女/メルシ・ボク」（1982年）「夏・SEAWIND」（1982年）「おもいっきりにダイビング」（1982年）「たんぽぽ」（1982年）「亜麻色の風」（1982年）「愛*だけどロンリネス」（1982年）「ふしぎ七色」（1982年）「ふれ愛モーメント」（1982年）「微笑んでGoodbye」（1982年）「真夏の少女」（1982年）「真珠色の季節」（1982年）「待ちぼうけ」（1982年）「幸せはモザイク」（1982年）「秋色ドリーム」（1982年）「Fly」（1982年）「公園通りの日曜日」（1982年）「遥か1000マイルの彼方」（1982年）「朝もやの空」（1982年）「幼な馴染み」（1982年）「2冊目の日記帳」（1982年）「時を駆ける少女」（1982年）「Deadend Street GIRL」（1985年）「夢・夏色物語」（1985年）「Jimmy's Girl」（1985年）「ミス・ロンリー・ユニヴァース」（1985年）「白夜のDance」（1985年）「18のキャトルセゾン」（1985年）「恋はNon Stop」（1985年）「ひとりぼっちたち」（1985年）「小さな密航者」（1985年）「サヨナラなんて言ってあげない」（1985年）

### ま行
- 前川清 - 「ファニー」（1981年）
- 前田保 - 「ポーカー・フェイス」（1977年）
- 真心ブラザーズ - 「この愛は始まってもいない」（2001年）「流星」（2001年）
- 松田聖子 - 「流星ナイト」（1981年）「黄昏はオレンジ・ライム」（1981年）「雨のリゾート」（1981年）「December Morning」（1981年）
- 松田優作 - 「三面記事」（1980年）「ミッドナイト」（1980年）
- 松永夏代子 - 「浮気なSACHIOに首ったけ」（1986年）
- 松野こうき - 「グッド・モーニング」（1980年）「バーボン・ストリート」（1980年）
- 松原みき - 「あいつのブラウンシューズ」（1980年）「Marshia」（1980年）「Howa Howa Shuwa Shuwa  宇宙ネコの舌ざわり」（1980年）
- 松村とおる - 「孤独の影」（1980年）「イ・ナ・オ・リ」（1980年）「お前だけは」（1980年）「LONESOME NIGHT」（1980年）「ANGEL」（1980年）
- 円広志 - 「マイシスター」（1982年）
- MANNA - 「YELLOW MAGIC CARNIVAL」（1979年）「さよならのポラロイド」（1980年）「Merry Party」（1980年）
- 美川憲一 - 「かなしみ笑い【花】」（1991年）「てんで話しにならないわ」（1991年）「スカーレット・ドリーマー」（1991年）
- 美川憲一&イルカ - 「地上の愛」（1999年）
- 水谷豊 - 「表参道軟派ストリート」（1978年）「小道具」（1978年）「やりなおそうよ」（1978年）「逆光の中」（1978年）「大道具」（1978年）「青春番外地」（1978年）「あなたに捧げるララバイ」（1978年）「船乗りのメルヘン」（1978年）「告白囃子」（1978年）「田園風景」（1978年）「カリフォルニア・コネクション」（1979年）「僕らの時代」（1979年）
- 南こうせつ - 「昨日にさようなら」（1975年）「海になりたい」（1975年）「マイ ダーリン」（1975年）
- 南翔子 - 「魔法のジェラシー」（1987年）「E・S・P(エスパー)」（1987年）
- 南佳孝 - 「天使の日」（1997年）「待つ女」（1997年）「・・・恋かもしれない」（1997年）「リオの少女」（1997年）「バンジー・ジャンプ」（1997年）「青空」（1997年）「星夜」（1997年）「魂のデート」（1997年）「水のように風のように」（1997年）
- 宮崎美子 - 「嫌いですか」（1981年）
- 村井麻里子 - 「モノクロームの街」（1993年）
- 村田和人 - 「WHISKY BOY」（1982年）「想いは風に」（1982年）「MARLAS」（1982年）「終らない夏」（1982年）
- 桃姫BAND - 「HOT STUFF」（『初陣』、1992年）
- 森下恵理 - 「86」（1985年）「Kiss Me Tonight」（1985年）「ちょっぴり・ボーイフレンド」（1985年）「九月のERI」（1986年）

### や行以降
- 泰葉 - 「Dreamy night」（1982年）「Pin up girl」（1982年）「おもいでのSteady boy」（1982年）「ショート・ショート気分」（1982年）「黄昏ベット」（1983年）「45回転の扉」（1983年）「E線上のルート805」（1983年）
- 矢原いずみ - 「月の砂」（1999年）
- やまがたすみこ - 「ムーンライト・ジルバ」（1977年）「プラスティック・ラヴ」（1977年）「FLYING」（1977年）「ペパーミント・モーニング」（1977年）「あなたにテレポート」（1977年）「黄昏遊泳」（1977年）「私春記」（1977年）「夢色グライダー（1977年）「GOODBYE・グラフィティ」（1977年）「夜を渡って」（1977年）「クリスタル・ホテル」（1977年）
- 山下久美子 - 「Follow you」（1980年）「ジョニィ・ブルース」（1980年）「酒とバラ」（1980年）「一枚だけのビリィ・ジョエル」（1980年）「Love me,Love my body」（1980年）
- 山瀬まみ - 「水晶球」（1986年）「Heartbreak Cafe【Heartbreak Cafe】」（1986年）「ガラスの部屋」（1986年）「くちびるにマスカット」（1986年）「ピンクのマニキュア」（1986年）「氷のキャッスル」（1986年）「月夜のカーニバル」（1986年）「Strange Pink」（1987年）「Modern City」（1987年）
- YOU - 「水無月の宵」（1994年）
- 裕木奈江 - 「恋人たちの水平線」（1994年）「めかくし」（1994年）「鏡の中の私」（1994年）
- 裕詩郎 - 「別れ歌を背中に」（1994年）「琥珀色の雨」（1994年）
- 吉田拓郎 - 「カンパリソーダとフライドポテト」（1977年）「あの娘に逢えたら」（1977年）「未来」（1977年）「アン・ドゥ・トロワ」（1977年）「乱行」（1977年）「悲しい気持ちで」（1977年）「おいでよ」（1977年）「あなたを愛して」（1977年）「歌にはならないけど」（1977年）「流星」（1979年）「アイランド」（1979年）
- 渡辺真知子 - 「Off Shoreの風」（1984年）「艶やかな時代」（1984年）「waffles (ワッフルズ)ボート」（2002年）

## 主なサウンド・プロデュース作品
- やまがたすみこ「Flying」（1978年）
- 古谷野とも子「NEUTRAL・TINTS」（1978年）
- オムニバス「Living Whales」（1991年）
- オムニバス「Gentle Snow」（1992年）
- オムニバス「Gentle Water」（1993年）
- 田辺守「目覚めたまま眠る生活」（1995年）
- 岩瀬敬吾「Porky Pie」（2002年）
- 市原ひかり「一番の幸せ」（2005年）

## 主なプロデュース作品
- オムニバス「SUNSET HILLS HOTEL」（1987年）
- オムニバス「SUNSET LIGHT COCKTAIL －IN SUNSET HILLS HOTEL－」（1987年）
- オムニバス「SUNSET HILLS HOTEL －RESERVATION CALENDAR－」（1987年）
- 木村恵子「STyLE」（1988年）
- 小田陽子「Half－Swing Romance」（1988年）
- ダ・カーポ「HARMONIE（アル・モ・ニー）」（1991年）
- さくらさくら「SWEET EMOTION」（1992年）
- 南佳孝「Sketch of life」（1997年）
- 鈴木茂 & P.M.V「鈴木茂 & P.M.V」（1999年）
- サイクルズ「それから」（2002年）